# Maryland 300 1967
Maryland 300 1967 var ett stockcarlopp ingående i Nascar Grand National Series (nuvarande Nascar Cup Series) som kördes 15 september 1967 på den 0,5 mile (804,67 m) långa ovalbanan Beltsville Speedway i Beltsville i Maryland. Totalt avverkades 150 miles (241,401 km) fördelat på 300 varv. Banunderlaget var asfalt. Loppet vanns av Richard Petty i en Plymouth på tiden 1:57.33 körande för Petty Enterprises. Pettys snitthastighet uppgick till 76,563 mph. Han var vid målgång ensam förare på ledarvarvet, två varv före tvåan Bobby Allison. Det var Pettys 72:a vinst av totalt 200 i karriären.
Prispotten uppgick till 6 700 dollar, varav 1 400 dollar gick till segraren.

## Resultat
| Plc     | Nr | Förare           | Team/ bilägare           | Konstruktör | Start | Varv | Ledda varv |
| ------- | -- | ---------------- | ------------------------ | ----------- | ----- | ---- | ---------- |
| 1       | 43 | Richard Petty    | Petty Enterprises        | Plymouth    | 1     | 300  | 171        |
| 2       | 2  | Bobby Allison    | J.D. Bracken             | Chevrolet   | 3     | 298  | 129        |
| 3       | 14 | Jim Paschal      | Tom Friedkin             | Plymouth    | 2     | 298  | 0          |
| 4       | 48 | James Hylton     | Bud Hartje               | Dodge       | 6     | 292  | 0          |
| 5       | 4  | John Sears       | DeWitt Racing            | Ford        | 4     | 286  | 0          |
| 6       | 06 | Neil Castles     | Neil Castles             | Dodge       | 15    | 284  | 0          |
| 7       | 02 | Bob Cooper       | Bob Cooper               | Chevrolet   | 11    | 284  | 0          |
| 8       | 07 | George Davis     | George Davis             | Chevrolet   | 18    | 283  | 0          |
| 9       | 30 | Bobby Mausgrover | Jack Harden              | Ford        | 20    | 273  | 0          |
| 10      | 76 | Earl Brooks      | Don Culpepper            | Ford        | 13    | 271  | 0          |
| 11      | 88 | Doug Cooper      | Buck Baker Racing        | Oldsmobile  | 16    | 270  | 0          |
| 12      | 20 | Clyde Lynn       | Negre Racing             | Ford        | 14    | 268  | 0          |
| 13      | 25 | Jabe Thomas      | Robertson Racing         | Ford        | 24    | 265  | 0          |
| 14      | 19 | E.J. Trivette    | Roy Dutton               | Ford        | 28    | 264  | 0          |
| 15      | 64 | Elmo Langley     | Langley-Woodfield Racing | Ford        | 10    | 236  | 0          |
| 16      | 45 | Bill Seifert     | Seifert Racing           | Ford        | 19    | 225  | 0          |
| 17      | 34 | Wendell Scott    | Scott Racing             | Ford        | 8     | 211  | 0          |
| 18      | 10 | Bill Champion    | Champion Racing          | Ford        | 12    | 177  | 0          |
| 19      | 01 | Paul Dean Holt   | Dennis Holt              | Ford        | 23    | 152  | 0          |
| 20      | 49 | G.C. Spencer     | GC Spencer Racing        | Plymouth    | 7     | 124  | 0          |
| 21      | 31 | Bill Ervin       | Ralph Murphy             | Ford        | 30    | 107  | 0          |
| 22      | 9  | Roy Tyner        | Truett Rodgers           | Chevrolet   | 25    | 96   | 0          |
| 23      | 12 | Johnny Steele    | Johnny Steele            | Ford        | 29    | 83   | 0          |
| 24      | 55 | Tiny Lund        | Lyle Stelter             | Ford        | 9     | 59   | 0          |
| 25      | 54 | Tom Raley        | Tom Raley                | Ford        | 22    | 44   | 0          |
| 26      | 75 | Frog Fagan       | Bob Gilreath             | Ford        | 26    | 14   | 0          |
| 27      | 63 | Melvin Bradley   | Bob Adams                | Ford        | 17    | 10   | 0          |
| 28      | 94 | Don Biederman    | Ron Stotten              | Chevrolet   | 21    | 7    | 0          |
| 29      | 90 | Sonny Hutchins   | Donlavey Racing          | Ford        | 5     | 5    | 0          |
| 30      | 97 | Henlay Gray      | Gray Racing              | Ford        | 27    | 1    | 0          |
| Källor: |    |                  |                          |             |       |      |            |